# Ryuzo Hiraki
Ryuzo Hiraki, född 7 oktober 1931 i Osaka prefektur, Japan, död 2 januari 2009, var en japansk fotbollsspelare.